# (4700) Carusi
(4700) Carusi est un astéroïde de la ceinture principale.

## Description
(4700) Carusi est un astéroïde de la ceinture principale. Il fut découvert le 6 novembre 1986 à la station Anderson Mesa par Edward L. G. Bowell. Il présente une orbite caractérisée par un demi-grand axe de 2,56 UA, une excentricité de 0,20 et une inclinaison de 5,4° par rapport à l'écliptique.

## Compléments